# Kazusa Murai
Kazusa Murai (村井 かずさ, Murai Kazusa) és una seiyū nascuda el 28 de desembre de 1975, a Nagoya, Prefectura d'Aichi, Japó.

## Rols interpretats
- Chiharu Nitta a Boys Be
- Clover a Totally Spies
- Isola a Zegapain
- Kaori Yae a Tokimeki Memorial 2 (Videojoc)
- Kyouko Shitou a Ginban Kaleidoscope
- Mare d'Hayate a Hayate no gotoku
- Maria Shibata a Angelic Layer
- Marina a Pokémon
- MyuMyu a Magical Play
- Nemua Haibane Renmei
- Ribon-Chan a Tottoko Hamutaro (Hamtaro)
- Saki Sawanoguchi a Magic User's Club TV
- Shito Kyoko a Ginban Kaleidoscope
- Tercer de la Banda Warumo, Yamane i Mare de Kaede a Mirmo!
- Yamane a Mirmo Zibang